# Peter Frenkel
Peter Frenkel (Eckartsberga, 13 maggio 1939) è un ex marciatore tedesco, specializzato nella 20 km.

## Biografia
Ai Giochi della XX Olimpiade vinse l'oro nei 20 km di marcia ottenendo un tempo migliore del russo Vladimir Golubnichi (medaglia d'argento) e del tedesco Hans Reimann.

## Palmarès
| Anno | Manifestazione  | Sede              | Evento          | Risultato | Prestazione | Note |
| ---- | --------------- | ----------------- | --------------- | --------- | ----------- | ---- |
| 1972 | Giochi olimpici | Monaco di Baviera | 20 km di marcia | Oro       | 1h26:42,4 h | RO   |
| 1976 | Giochi olimpici | Montréal          | 20 km di marcia | Bronzo    | 1h25'29"3   |      |